# Psilogryllacris dalbertisi
Psilogryllacris dalbertisi är en insektsart som först beskrevs av Griffini 1909.  Psilogryllacris dalbertisi ingår i släktet Psilogryllacris och familjen Gryllacrididae. Inga underarter finns listade i Catalogue of Life.